# Альбукерке, Николас Осорио
Николас Осорио-и-Сайяс (исп. Nicolás Osorio y Zayas; 13 февраля 1793, Мадрид — 31 января 1866, там же) — 15-й герцог де Альбукерке, испанский придворный и государственный деятель.

## Биография
Сын Мануэля Мигеля Осорио-и-Спинолы (1757—1813), 7-го герцога де Сесто, и Марии де лас Мерседес де Сайяс-и-Бенавидес (1767—1848), 4-й герцогини де Альхете.
Постановлением, принятым в 1830 году после 19-летнего разбирательства, начавшегося в связи со смернтью 16-го герцога Альбукерке, не имевшего потомства, богатые владения, связанные с этим титулом, были возвращены представителю старшей линии дома де Кава, которым в то время был Николас, потомок дочери 9-го герцога. Таким образом, в его руках объединились многочисленные титулы и владения, сделавшие его одним из влиятельнейших аристократов при дворе Изабеллы II.
Он был 15-м герцогом Альбукерке, с достоинством гранда Испании, 4-м герцогом де Альхете с достоинством гранда Испании 1-го класса, и 8-м герцогом де Сесто (неаполитанское герцогство, титул был признан в Испании в 1860 году), 15-м маркизом де Альканьисес, с достоинством гранда Испании 1-го класса, 8-м маркизом де Лос-Бальбасес, 9-м маркизом де Кадрейта, 13-м маркизом де Куэльяр, 5-м маркизом де Кульера и 8-м маркизом де Монтаос, 7-м графом де ла Корсана, 12-м графом де Фуэнсальданья, 12-м графом де Грахаль, 15-м графом де Уэльма, 8-м графом де ла Торре де Перафан, 4-м графом де лас Торрес де Алькоррин, 15-м графом де Ледесма, 7-м графом Санта-Крус-де-лос-Мануэлес, 8-м графом де Вильянуэва-де-Каньедо, 8-м графом де Вильяумброса, 12-м сеньором де Вильясис-и-Сервантес, 16-м сеньором де ла-Каса-де-Родригес-де-Вильяфуэрте, 15-м сеньором де Момбельтран, а также владельцем майоратов в Севилье.
Входе революции 1820—1823 годов был открытым сторонником либералов, один из немногих аристократов, отправившихся с правительством и кортесами в Кадис в 1823 году, в ходе французской интервенции. Из-за этого ему до 1825 года был запрещен въезд в Мадрид, и до смерти короля Фердинанда VII он был удален от двора.
В правление Изабеллы II в 1834 году получил недавно учрежденный почетный титул Prócer del Reino («герой королевства»), стоявший чуть ниже достоинства гранда Испании, а в 1845 году стал пожизненным сенатором. В 1840-х годах придерживался более умеренных взглядов, склоняясь к Нарваэсу.
Играл важную роль в придворной жизни и занимал высокие придворные должности, был дворянином Палаты короля, в 1846 году был назначен главным дворецким короля Франсиско де Асиса, а в 1852 году дворецким, и в конце того же года главным дворянином принцессы Астурийской. Был воспитателем будущего короля Альфонсо XII. В 1846 году стал кавалером Большого креста ордена Карлоса III а в 1852 году пожалован в рыцари ордена Золотого руна. Рыцарь ордена Пия IX (1852), кавалер Большого креста пармского ордена Заслуг перед титулом Святого Людовика (1854).
Его состояние оценивалось более чем в 64 миллиона реалов, что делало герцога одним из самых богатых людей в стране, но он не сумел приспособиться к новым буржуазным порядкам, продолжая вести образ жизни, характерный для Старого режима, что предполагало чрезмерно высокие расходы, обусловленные поддержанием статуса вельможи: званые вечера, выезд, услуги, благотворительность, и прочее. Сельскохозяйственная депрессия, приведшая к проблемам с получением ренты, экономический кризис, ставший следствием войны за независимость, недостаточная гибкость земельного рынка привели к росту задолженности, которую унаследовал его сын Хосе Исидро.

## Семья
Жена (12.09.1822): Инес Франсиска де Сильва-Басан-и-Тельес-Хирон (21.01.1806—11.11.1865), дочь Хосе Габриэля де Сильва-Базана, маркиза де Санта-Крус, и Хоакина Тельес-Хирон-и-Пиментель
Дети:
- Инес Осорио-и-Сильва-Басан (11.09—15.12.1823)
- Хосе Исидро Осорио-и-Сильва-Басан (4.04.1825—30.12.1909), герцог де Альбукерке. Жена (21.03.1869): Софья Сергеевна Трубецкая (1838—27.07.1898)
- Хоакин Осорио-и-Сильва-Басан (31.05.1826—26.04.1857), граф де ла Корсана. Жена (8.08.1850): Мария де лас Мерседес-и-Сафра-Васкес (7.03.1833—8.10.1906), маркиза де лос Ареналес
- Луис Осорио-и-Сильва-Басан (25.08.1827—2.11.1835)
- Мануэль Осорио-и-Сильва-Басан (3.08.1829—2.11.1835)
- Мария Кристина Осорио-и-Сильва-Басан (06.1831—7.01.1832)
- Франсиско Осорио-и-Сильва-Басан (23.07.1833—4.06.1844)